# Południowoukraińska Elektrownia Jądrowa
Południowoukraińska Elektrownia Jądrowa (ukr. Південноукраїнська АЕС) – elektrownia jądrowa na Ukrainie, w obwodzie mikołajowskim, około 80 km na północny zachód od Mikołajowa. Ma obecnie trzy reaktory, budowa czwartego została zaniechana w 1989. Załoga elektrowni mieszka w pobliskim mieście Piwdennoukrajinśk (38 tys. mieszkańców).
| Reaktor | Typ reaktora  | Moc sieciowa | Początek budowy | Oddanie do użytku       |
| ------- | ------------- | ------------ | --------------- | ----------------------- |
| 1       | WWER-1000/302 | 950 MW       | 1977            | 1983                    |
| 2       | WWER-1000/338 | 950 MW       | 1979            | 1985                    |
| 3       | WWER-1000/320 | 950 MW       | 1985            | 1989                    |
| 4       | WWER-1000/320 | 950 MW       | 1987            | budowa przerwana w 1989 |